# Viện cơ mật
Viện cơ mật hay hội đồng cơ mật là một cơ quan tư vấn cho người đứng đầu nhà nước của một quốc gia của một chế độ quân chủ. Từ "cơ mật" có nghĩa là "quan trọng" (phần "cơ") và "bí mật" (phần "mật"); do đó, một hội đồng riêng đã được một ủy ban cố vấn thân cận nhất của vua để đưa ra lời khuyên bí mật về công việc của nhà nước, là từ dùng để chỉ các phương thức họp kín để bàn luận, tham vấn về một vấn đề nào đó. Viện Cơ mật còn gọi là Cơ mật viện hay Khu mật viện (Nhà Nguyễn).

## Các cơ mật viện

### Các viện cơ mật còn hoạt động
- Bỉ: Viện Hoàng gia Bỉ
- Bhutan: Viện cơ mật Bhutan
- Brunei: Viện cơ mật Brunei
- Canada: Viện cơ mật của nữ hoàng Canada
- Campuchia: Viện cơ mật tối cao của vua Campuchia
- Đan Mạch: Viện Quốc gia Đan Mạch
- Jamaica: Viện cơ mật Jamaica
- Na Uy: Viện Quốc Na Uy
- Hà Lan: Viện Quốc gia Hà Lan
- Thái Lan: Viện cơ mật Thái Lan
- Tonga: Viện cơ mật Tonga
- Anh Quốc: Viện cơ mật Vương quốc Anh

### Các viện cơ mật trước đây
- Cơ mật viện (Huế), còn gọi là Viện cơ mật Huế
- Cơ mật viện (Nhật Bản), còn gọi là Xu mật viện Nhật Bản

### Các hình thức khác
Trong tiếng Việt, Cơ mật viện còn được gọi là Cơ mật viện bầu giáo hoàng, hoặc Mật nghị Hồng y, dù rằng hình thức cũng là bí mật, riêng tư nhưng bản chất đó là một cơ chế bầu cử.